# Bogdán Koziy
Bogdán Koziy (Polonia (hoy Ucrania) 23 de febrero de 1923 – Costa Rica, 1 de diciembre de 2003) fue un presunto criminal de guerra y presuntamente miembro de la Ukrainische Hilfspolizei (Policía Auxiliar Ucraniana), una fuerza policial móvil Nacional Socialista alemana (nazi) que operó en el Gobierno General el 27 de julio de 1941. El nombre de la unidad reflejaba su jurisdicción geográfica.  En 1986 el gobierno de San José se había decantado por deportarlo a la Unión de Repúblicas Socialistas Soviéticas, pero las leyes costarricenses impedían la deportación a un país donde podían ejecutar al deportado. Tras una campaña legal y mediática de la fundación Targum Shlishi, el gobierno de Costa Rica accedió a deportar a Bogdán Koziy a Polonia.

## Actividades en tiempos de guerra
Koziy nació en la ciudad de Pukasivtsi, entonces en el este de Polonia, específicamente en el Kresy —ahora en Ucrania. Entre 1939 y 1944, Koziy fue presuntamente miembro de la Policía Auxiliar Ucraniana. Supuestamente estuvo involucrado en el desplazamiento de judíos a guetos. Se alegó que disparó a Bernard Kandler, que había intentado escapar de un camión que lo llevaba a un gueto; a Lusi Rosiner, una niña de catorce años escondida en un granero, y a Monica Singer, de cuatro años.  Se alegó que aparecía en una foto tomada en Lisets, en la región de Ivano-Frankovsk, mientras era empleado de los Nacional Socialistas (nazis).
En 1944, huyendo del avance soviético, Koziy y su familia se trasladaron a Heide, Alemania, donde trabajó como peón agrícola. Después de la rendición de la Alemania nazi en 1945, los Koziys vivieron en una variedad de campos para personas desplazadas.

## En los Estados Unidos
Después de que la Comisión de Personas Desplazadas entrevistara a Koziy, se le concedió permiso para entrar a los Estados Unidos el 17 de diciembre de 1949, en virtud de la Ley de Personas Desplazadas de 1948. El 25 de abril de 1955, Koziy presentó su solicitud para presentar una petición de naturalización. El 25 de julio de 1955 presentó la petición de naturalización y el 9 de febrero de 1956 Bogdán Koziy obtuvo la ciudadanía.
El 20 de noviembre de 1979, los Estados Unidos solicitaron la cancelación del certificado de naturalización de Koziy, alegando que éste había obtenido ilegalmente su ciudadanía ocultando un hecho material o tergiversando deliberadamente su información al no revelar su participación en la policía ocupacional de Ucrania. Koziy negó su participación en la Policía Auxiliar Ucraniana y sostuvo que sus acciones fueron insuficientes para justificar la revocación de su ciudadanía. Sin embargo, la ciudadanía le fue revocada amparándose en los testimonios de testigos polacos (las personas que vivían en lo que hoy es la Ucrania) en una audiencia judicial del 29 de marzo de 1982.

## En Costa Rica
Koziy se mudó a Costa Rica en 1985, amparándose en la residencia legal costarricense de su esposa, Yaroslava Ostopiak, quien tenía situación de pensionada extranjera. El 23 de septiembre de 2002, la Comisión de Investigación de Delitos contra la Nación Polaca de Katowice inició una investigación sobre el caso de un crimen nazi cometido en Łysiec, en el voivodato de Stanisławów, en el Kresy de la Polonia oriental (hoy la provincia de Ivano-Frankovsk en la Ucrania occidental). Bogdán Koziy fue acusado del asesinato de tres judíos: Bernard Kandler, Lusi Rosiner y Monica Singer.
El 21 de noviembre de 2003, las autoridades polacas se dirigieron al gobierno de Costa Rica exigiendo la extradición de Koziy. El tribunal costarricense concedió la orden de deportación, pero Koziy murió poco después, el 30 de noviembre de 2003, mientras estaba en un hospital de San José, a causa de un derrame cerebral.